# 박영규 (후백제)
박영규(朴英規, ? ~ 970년 6월)은 신라(新羅)의 호족(豪族)이자 후백제(後百濟)의 귀족(貴族)으로 고려(高麗)초의 외척(外戚)이기도 하다. 견훤(甄萱)의 둘째 사위다.
순천문화원의, "지명을 찾아서"(1998년), 27쪽에 의하면, 대전시 유성구 박장골에서 박영규 묘가 발견되었는데, 묘지석에는 970년 6월 사망이고 처는 甄씨라 되어 있다.

## 생애
승평군(昇平郡)의 호족(豪族)으로 후백제(後百濟) 왕(王) 견훤(甄萱)을 섬겼다. 935년 견훤(甄萱)이 후백제(後百濟)를 탈출하여 고려(高麗)에 귀부하는 것을 도왔고, 본인(本人)과 부인(夫人) 국대부인 견씨(國大夫人 甄氏)도 936년 고려(高麗)로 투항했다.
고려(高麗)로 투항한 뒤 박영규(朴英規)는 태조(太祖)로부터 좌승(좌승)의 벼슬과 1,000결의 전답을 받았고, 두 아들도 벼슬을 받았다. 딸 동산원부인(東山院夫人)을 태조(太祖)에게 시집보냈고, 다른 두 딸 문공왕후(文恭王后)와 문성왕후(文成王后)를 정종(定宗)에게 시집보냈다.

## 가계
- 장인 : 견훤 (후백제왕, 재위 : 892년~935년)
- 장모 : 왕후 박씨
  - 박영규
  - 부인 : 국대부인 견씨
    - 아들 : 순천 박씨
    - 아들 : 순천 박씨
    - 딸 : 동산원부인(東山院夫人) 박씨 - 고려 태조(高麗 太祖) 제17비
    - 딸 : 문공왕후(文恭王后) 박씨 - 정종(定宗) 제1비
    - 딸 : 문성왕후(文成王后) 박씨 - 정종(定宗) 제2비

## 박영규가 등장하는 작품
- 《태조 왕건》(KBS, 2000년~2002년, 배우: 임혁주
- 《제국의 아침》(KBS, 2002년~2003년, 배우: 김상순
- 《달의 연인 - 보보경심 려》(SBS, 2016년~2016년, 배우: 최병모

## 같이 보기
- 유천궁
- 황보제공